# 翠丝

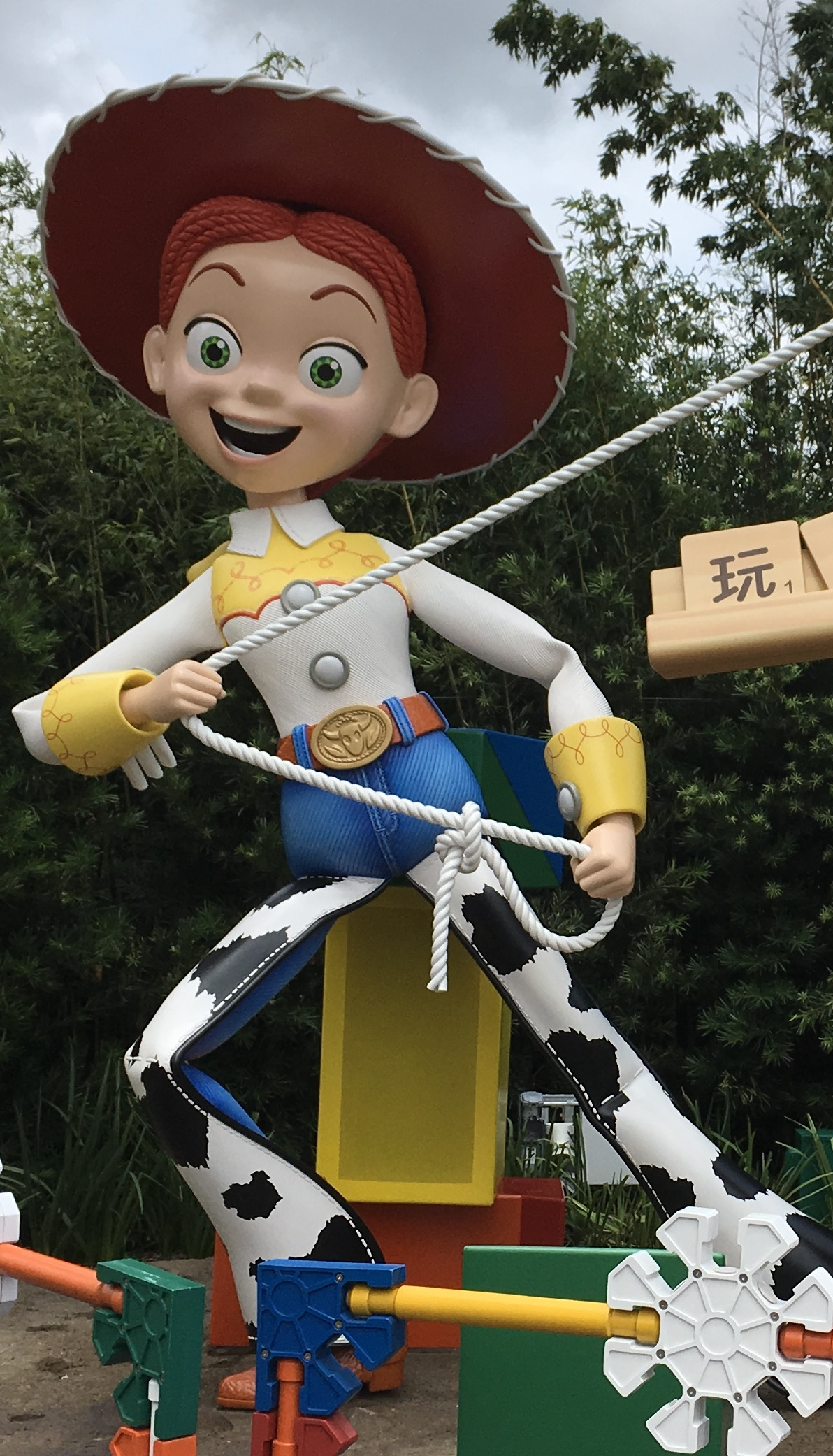
上海迪士尼乐园翠丝的模型

翠絲（Jessie）是动画片《玩具总动员2》中虚拟的一个角色，是一个玩具娃娃。在电影中，她还是一个为虚拟的电视剧Woody's Roundup 而塑造的女牛仔人物，其中的角色还包括警长胡迪、矿工皮特（Stinky Pete）及馬兒紅心。在电影中她由瓊安·庫薩克配音。
翠絲跟电视剧中的那个角色相当相似，她热情、勇敢、非常好动。但是这个玩具娃娃也带有相当多的悲怨，因为她被主人遗弃了。在多年被玩具搜藏家储藏的时间里她变得胆怯、不信任甚至有一点自闭，但她仍然想成为小朋友的快乐来源。
在2000年10月，翠絲获得来自国家女牛仔博物馆名人堂的Patsy Montana 娱乐大奖。

## 玩具总动员中的角色
翠絲的首次出场是她满怀高兴的终于遇到胡迪，她因此可以与其他玩具组成一个系列，不用再被困在储藏室而可以被运到日本的玩具博物馆展出。
翠絲给胡迪介绍了他原来的真实角色，给他展示了大量的「Woody's Roundup」的货品，Stinky Pete也解释剧集被取消是因为Sputnik发行而引起了太空热潮，西部牛仔风因此锐减。
当胡迪表达了他并不想去日本而是想回到主人安弟身边的时候，翠絲很悲伤，胡迪怀疑她在阻止他逃离艾爾的玩具城。到后来胡迪的手被修理好了的时候，他同情翠絲的悲惨经历并愿意一起被送去日本。但后来被证实在搞鬼的原来是矿工Stinky Pete，此时胡迪提出把翠絲和紅心带到主人安弟的家里，翠絲开始的时候犹豫了一下，但当她获知主人安弟有一个小妹妹的时候她同意了。主人安弟也乐意有了新的玩具，翠絲开始对巴斯光年产生了好感。